# Кувакан
Кувакан (баш. Ҡыуаҡан) — древнебашкирское племя, в составе северо-восточных башкир.

## Родовой состав
- Елан  (Ялан)
- Кыркуле (Родовые подразделения: мукой, айле)
- Сатка
- Сагит
- Тау
- Тубэляс (Родовые подразделения: актамак-кувакан, калмак, какаш-мукэш, кудей, кыргыз, монгол, эрэстэн, сюмэй, сюмэй гундар, тэштэк, узбек).

## Этническая история
Кувакан — племя древнетюркского происхождения в составе табынских башкир. Этноним кувакан связан с алтайскими родами куакан, курыкан, куман, кумандинцы, ку-кижи (лебединцы) - в значении 'поклоняющиеся птице'. В свете того, что курыкане на Алтае известны как телеское племя, можно предположить, что миграция кувакан на Южный Урал связана с переселением части телеских племён на запад (см. этническую историю башкир рода телеу). Есть иное, собственно куваканское объяснение названия племени. В башкирском языке есть слово ҡыуаҡ "рощица" иногда куст,  кувакан - поклоняющиеся священной роще. Племя кувакан ближе к чувашам и черемисам, относят себя к катай или балакатай, часть олокатай. Места их расселения назывались черемисами, досаждали правительству и бывали расселены (см. историю села Черемисское Свердл.обл.). В период освоения Московией, оказались припущенниками, также часть перешли в разряд типтяр. Гаплогруппа R1a (на 2013 г.)

## История расселения
На Южном Урале куваканы расселялись совместно с кара-табынцами. На территории Башкортостана племя заняло долину реки Юрюзань. В XVIII-XIX веках, под давлением русских колонизаторов, заинтересованных в землях для развития горнорудной промышленности, куваканцы мигрировали небольшими группами на северо-восток Башкортостана и в Зауралье. Ныне на территории расселения кувакан находится Учалинский район Республики Башкортостан. В данный момент (2023г.) основная (известная) часть проживает на территории Аргаяшского р-на Челябинской обл.